# Complex museístic nacional ASTRA
El Complex museístic nacional "ASTRA" (en romanès: Complexul Naţional Muzeal "ASTRA") és una institució de Sibiu, Romania, que reuneix sota la mateixa autoritat quatre museus d'etnologia i civilització de la ciutat, una sèrie de laboratoris de conservació i investigació i un centre de documentació. És el successor del museu ASTRA que existeix a la ciutat des del 1905. La seva vida moderna va començar amb l'obertura de The Museum of Folk Technology el 1964, actualment el Museu “ASTRA” de la civilització popular tradicional.

## Història

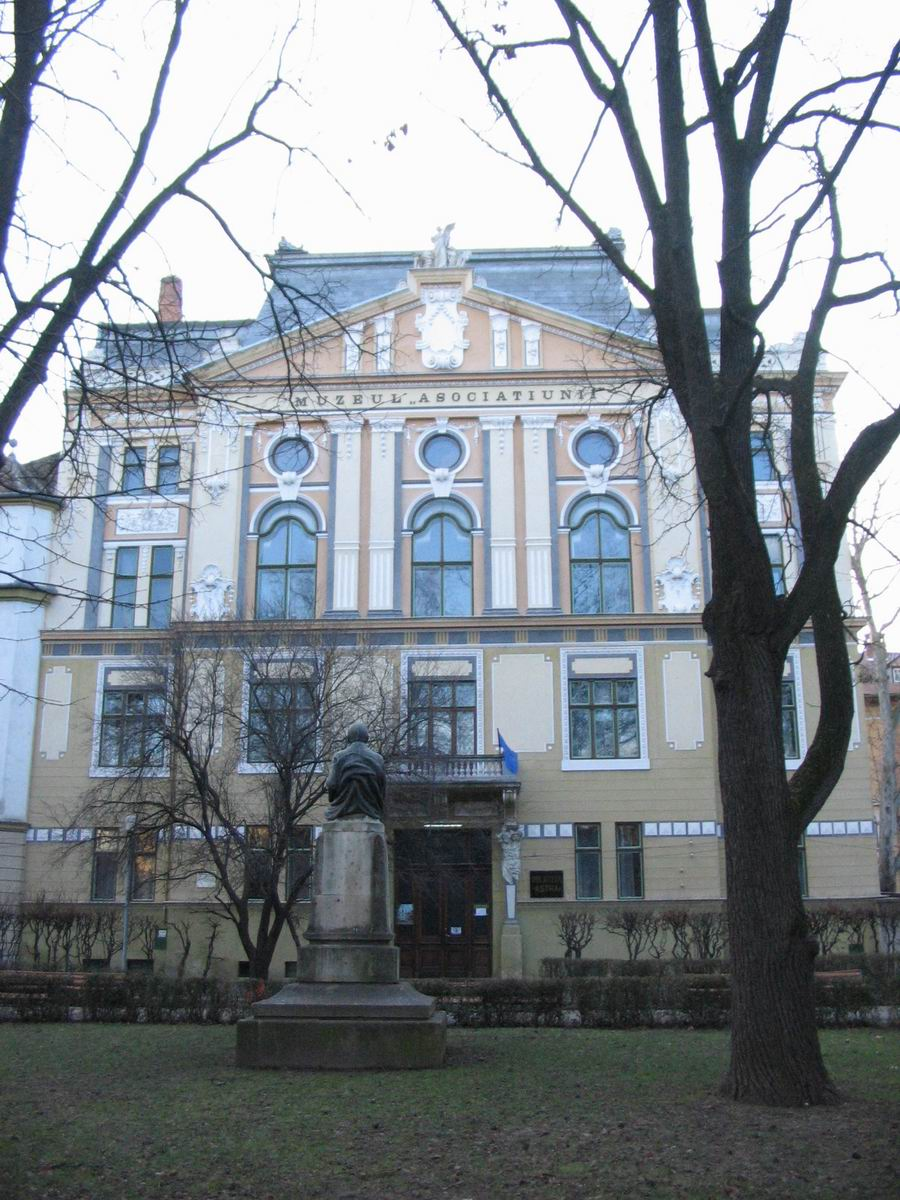
Palau ASTRA.

L'associació cultural romanesa ASTRA va decidir el 1897 establir un museu de la civilització romanesa com a "refugi per mantenir el passat". El museu es va inaugurar el 1905, sota la supervisió de Cornel Diaconovici, al que avui és el palau ASTRA de Sibiu, construït mitjançant una subscripció pública amb l'objectiu específic de crear un museu. El 1929, a Cluj, es va crear un Museu Etnogràfic a l'aire lliure de Transsilvània i, el 1932, el Museu del Poble va ser obert a Bucarest per Dimitrie Gusti.
El 1940, després de la pèrdua de Transsilvània del Nord a Hongria a causa del Segon Premi de Viena, es va proposar un pla per establir un nou museu etnogràfic a Sibiu que substituís el de Cluj. La Segona Guerra Mundial i el nou govern comunista de Romania van retardar l'establiment del nou museu en 20 anys, període en què es va tancar l'antic Museu ASTRA per motius ideològics. A causa del treball de Cornel Irimie a finals dels anys 50 i principis dels 60, l'Acadèmia Romanesa va decidir continuar el projecte d'establir el museu a l'aire lliure de Sibiu, tenint com a tema principal la tecnologia popular. El Folk Technology Museum (la paraula romanesa és més literalment "tècnica", perquè en romanès la technologie té connotacions específicament modernes) es va crear el 1963 i es va obrir al públic el 1967. Fins al 1990 el museu va funcionar com a sucursal del Museu Nacional Brukenthal i en aquest període va augmentar el nombre de cases i edificis. A partir del 1971, va començar a orientar-se cap a la civilització popular incloent-hi també elements de la vida popular com ara cases i edificis comunitaris. Des del 2001, el museu funciona com un complex museístic, que comprèn també el Museu d'Etnografia Universal "Franz Binder", el Museu de la Civilització Transsilvana "ASTRA", ambdós oberts el 1993, i el Museu d'Etnografia i Art Popular Saxó "Emil Sigerus" obert el 1998. Des del 1990 utilitza el nom ASTRA per reflectir el seu patrimoni.

## Museu de la civilització popular tradicional
El Museu "ASTRA" de la civilització popular tradicional (romanès: Muzeul Civilizaţiei Populare Tradiţionale "ASTRA") es troba al bosc de Dumbrava, 3 km al sud de Sibiu, a la carretera cap a Răşinari, i és fàcilment accessible en cotxe, autobús o tramvia. Ocupa una superfície de 0,96 quilòmetres quadrats, és el museu a l'aire lliure més gran de Romania i un dels més grans d'Europa central i oriental. Conté cases i tallers de la cultura popular romanesa tradicional de l'època preindustrial. Més de 300 cases i altres edificis es troben al bosc al voltant de dos llacs artificials amb més de 10 km de passarel·les entre ells.

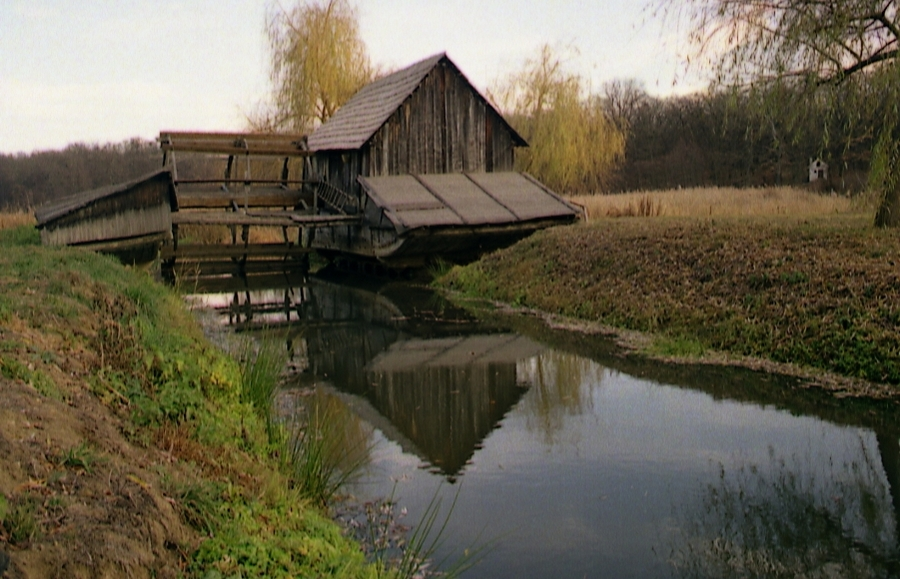
Un molí al Museu de la Civilització Popular Tradicional.

Les exposicions s'organitzen en sis grups temàtics:
- producció d'aliments i ramaderia
- producció de matèries primeres
- mitjans de transport
- fabricació d'objectes per a la llar
- edificis públics
- una exposició d'escultura monumental

Alguns dels edificis més espectaculars són un grup de molins de vent de la zona de la Dobrudja, una zona de joc per a la popice (bitlles, una forma primerenca de bitlles) del monestir de Păltiniş, una petita mina de les muntanyes Apuseni, uns quants molins d'aigua, un transbordador de fusta i una pesquera del Delta del Danubi. També hi ha cases de pastors, tallers de ceràmica, tallers de ferro i altres. També hi ha una fonda de treball, un petit pub i un pavelló de ball. Al museu hi ha una església de fusta del nord de Transsilvània portada el 1990-1992 del poble de Bezded al comtat de Sălaj.
Una sèrie de festivals i fires tenen lloc anualment al museu, la més popular és la Fira dels artesans populars que té lloc cada estiu al voltant de la Dormició de Santa Maria, una festa ortodoxa a mitjan agost. A més, es poden veure exposicions permanents i temporals en un pavelló especial dins del museu.

## Museu d'Etnografia Universal
El Museu d'Etnografia Universal "Franz Binder" (en romanès: Muzeul de Etnografie Universală "Franz Binder") és l'únic museu de Romania especialitzat en etnologia no europea. Es va obrir el 1993 en una casa coneguda com la Casa Hermes, a la petita plaça del centre antic de Sibiu. Es basava en un grup inicial d'artefactes recollits pels membres de l' Associació Transilvana de Ciències Naturals (alemany: Siebenburgische Verein fur Naturwissenschaften) al segle xix i principis del XX. Les col·leccions es van ampliar després de l'obertura del museu i ja sumen més de 3000 articles.
El museu rep el nom de Franz Binder, un comerciant i un diplomàtic que va passar més de 20 anys a l'Àfrica a mitjan segle XIX. Una peça especialment notable al museu és una antiga mòmia egípcia donada pel cònsol austrohongarès a Egipte el 1907, Hermann von Hannenheim. Dr. med. Arthur Soterius von Sachsenheim va donar una col·lecció de més de 100 objectes etnogràfics reunits durant els seus viatges i expedicions a diverses parts del món. Les col·leccions més recents contenen artefactes del Japó, Indonèsia, Equador i la República Democràtica del Congo. A més, s'han donat més de 400 peces del fons de regals donat a la presidència romanesa entre 1965 i 1989.

## Museu de la civilització de Transsilvània
El museu de la civilització transilvana (en romanès: Muzeul Civilizaţiei Transilvane "ASTRA") va ser concebut com el guardià i el desenvolupador de les col·leccions del museu ASTRA. Al seu tancament, algunes de les seves col·leccions, que sumaven més de 50.000 articles, dels quals més de 15.000 eren a la col·lecció etnogràfica, van passar al Museu Brukenthal. En el període anterior al 1990, totes les col·leccions etnogràfiques es van organitzar sota la Secció d'Art Popular. Després de la creació del Museu de la Civilització Popular Tradicional, aquestes col·leccions es van lliurar al nou museu i el 1993 es va establir el Museu de la civilització de Transsilvània per presentar la cultura i la civilització de Transsilvània en una visió interètnica i interdisciplinària.
El museu conté una col·lecció de més de 40.000 articles, dels quals gairebé 10.000 es registren a la classificació A, com a més valuosos. La col·lecció conté roba, teixits, ceràmica, objectes religiosos i altres articles de fusta, ferro o os. S'organitzen a l'edifici del museu, situat al centre de la ciutat, a la Plaça Petita. Es preveu un nou pas en l'evolució del museu després del trasllat al seu nou establiment al palau ASTRA, que ara ocupa la biblioteca del comtat de Sibiu. El museu té previst ampliar les seves col·leccions perquè pugui presentar millor la civilització de Transsilvània com una regió europea, en la qual han conviscut molts grups ètnics.

## Museu d'Etnografia Saxona
El Museu d'Etnografia i Art Folklòric Saxons "Emil Sigerus" (romanès: Muzeul de Etnografie şi Artă Populară Săsească "Emil Sigerus"; alemany: Das Museum der sächsischen Volkskunde und Volkskunst "Emil Sigerus") es va establir en un intent d'omplir un buit, presentant el paper de l'ètnia saxona de Transsilvània en la cultura transilvana i romanesa. Les col·leccions del museu es basen en les del Carpathians Transylvanian Museum o MSVK obert el 1895 per l'associació Siebenbürgischer Karpatenverein. La primera exposició es va fer a l'interior de l'edifici del Museu d'Història Natural i es va organitzar al voltant de la col·lecció d'Emil Sigerus, el col·leccionista més important d'art popular saxó de Transsilvània a finals del segle xix. El 1920 les col·leccions del museu es van incloure al Museu Brukenthal i es van exposar en un nou espai dins del Palau Brukenthal; a partir de 1950, van ser inclosos a la Secció d'Art Popular.
Després de la creació del nou Museu de la Civilització Popular Tradicional el 1990, les col·leccions saxones van ser cedides al nou establiment juntament amb totes les altres col·leccions relacionades amb l'etnologia. El 1997 es va obrir el Museu Emil Sigerus en un edifici adjacent al Museu Franz Binder a la Plaça Petita. Després d'acabar el projecte de restauració de la Casa de les Arts a la Plaça Petita, el museu disposarà d'un espai més adequat per exposar les seves col·leccions de més de 2.700 peces ceràmiques, inclosa l'exposició permanent de rajoles decoratives, més de 4.000 objectes a les classificacions. de vestits, tèxtils i brodats i més de 400 objectes de fusta, metall o ossos, dels quals més de 150 són mobles pintats.

## Departaments
A més dels quatre museus, el Complex Nacional de Museus "ASTRA" conté una sèrie d'altres departaments relacionats amb la seva activitat:
- El gabinet commemoratiu de Cornel Irimie conté la col·lecció personal del fundador del Museum of Folk Technology i també la personalitat més destacada en el camp dels estudis etnològics i sociològics rurals que ha treballat als museus de Sibiu.
- El Centre d'Informació i Documentació agrupa la biblioteca, l'arxiu i l'editorial del museu.
- L'estudi de cinema "ASTRA" està especialitzat en la producció de pel·lícules documentals. Va evolucionar a partir del departament audiovisual del museu. Organitza un festival biennal de cinema documental, important a l'Europa central i oriental.
- El Departament de Conservació i Restauració gestiona més de 60.000 articles del patrimoni del museu.

## Projectes
Un dels projectes més importants del complex museístic és l'obertura d'un nou museu anomenat Museu de la Cultura i la Civilització dels Romanesos. Aquest projecte intenta reunir artefactes culturals del poble gitano (també conegut com a romaní), l'únic grup ètnic significatiu de Romania que encara no té museu.
El 2007, Sibiu va ser, juntament amb Luxemburg, la capital europea de la cultura. El museu va organitzar una sèrie d'esdeveniments per promoure les tradicions populars a Romania.